# Jan Kos (zm. 1662)
Jan Kos (Koss) Kos (zm. 17 grudnia 1662 w Brodnicy) – podskarbi ziem pruskich w latach 1649–1655, wojewoda chełmiński w latach 1648–1662, kasztelan elbląski w latach 1643–1648, chorąży chełmiński w latach 1636–1643, sekretarz królewski w 1628 roku, starosta borzechowski, brodnicki, kowalewski.
Studiował w Braniewie w 1610 roku.
Poseł na sejm 1634 roku, sejm zwyczajny 1635 roku, sejm zwyczajny 1637 roku, sejm 1639 roku, sejm 1642 roku.
Był elektorem Władysława IV Wazy z województwa pomorskiego w 1632 roku. W 1648 roku był elektorem Jana II Kazimierza Wazy z województwa chełmińskiego.